# Chirurgische Kriegsführung
Der Begriff Chirurgische Kriegsführung (vom engl. surgical warfare bzw. surgical strike „chirurgischer Schlag“) ist ein militärischer Euphemismus. Er bezeichnet eine Kriegführung, bei der ausschließlich militärische Ziele angegriffen werden sollen, um Kollateralschäden vorzubeugen.

## Begriff
Der Begriff „Kriegsführung“ wird aus Gründen der Public Relation mit der Metaphorik der Medizin verbunden, um ihn besser rechtfertigen zu können: Ein chirurgischer Eingriff ist eine Maßnahme, die zwar schmerzhaft ist, jedoch – besonders durch Präzision und Punktgenauigkeit – Gutes bewirkt. Dieser positive Inhalt soll mit dem Begriff Krieg assoziiert werden und damit die Unterstützung für einen kriegerischen Akt in der Bevölkerung sicherstellen.
Im großen Stil benutzt wurde der Begriff der chirurgischen Kriegsführung erstmals in der Operation Desert Storm („Operation Wüstensturm“), in der militärische Ziele in hoher Frequenz mit präzisionsgelenkter Munition angegriffen wurden.
Entsprechend werden heute meist auch Euphemismen wie Militärschlag, Luftschlag oder robustes Vorgehen anstelle früherer, präziserer Bezeichnungen wie Angriffskrieg, Bombenangriff oder Luftangriff verwendet.